# G. E. Smith
George Edward Smith (* 27. ledna 1952, Stroudsburg, Pensylvánie, USA) je americký kytarista. Je členem doprovodné skupiny pořadu Saturday Night Live. Doprovázel také Rogera Waterse při turné The Wall Live (2010-2013).